# 經濟部中臺灣創新園區
23°56′13.7″N 120°41′52.6″E / 23.937139°N 120.697944°E
經濟部中臺灣創新園區（簡稱中創園區）位於台灣南投縣南投市中興新村的中科中興園區內，由經濟部設置，委由工研院負責經營管理，是馬英九政府所推動的愛台十二建設一部分。園區旨在提升台灣中部產業轉型為創新研發，複製工研院中興院區開放實驗室之成功經驗並加以改進，提供逾30項設備提供租借。由於中創園區為研究園區，非一般開放式公眾場所，訪客須經同意並辦妥登記作業，方可進入參觀及索取導覽簡介。

## 建築
中創園區建案於2012年7月16日假中興新村高等研究園區南內轆舉行動工儀式，共斥資新臺幣21.34億元，2014年9月15日落成啓用。
園區建築佔地約24,700平方（270,000平方英尺），完全由金屬框架幕牆建造，東南側設有溫室，總面積達42,700平方（460,000平方英尺）。園區内亦設置140千瓦的全臺最大斜角太陽能發電裝置，可提供園區10%照明。於2015年成為台灣首案同時通過內政部建築研究所鑽石級「綠建築標章」及鑽石級「智慧建築標章」認証之建築。

### 獲獎
- 2014年
  - 國家卓越建設獎－最佳規劃設計類首獎[6]
- 2016年
  - 全球卓越建設獎（FIABCI World Prix d'Excellence Awards）－產業類首獎[10][11][12][13][6]
  - 第五屆公共藝術獎 - 評審推薦獎：公共藝術設置計畫《方陣》[14][15]
- 2017年
  - 第二屆台灣優良智慧綠建築暨系統產品獎（TIBA Awards）優良智慧綠建築營運－鉑金獎[16]
- 2018年
  - 第二屆亞太地區優良智慧綠建築暨系統產品獎（APIGBA Awards）營運類－金獎[17]

## 外部連結
- Altizure （页面存档备份，存于）上觀看「經濟部中臺灣創新園區」的3D立體模型
- 台灣建築雜誌上經濟部中台灣創新園區立面設計 （页面存档备份，存于）介紹